# Vintage (estil)
Vintage en la moda i el disseny es refereix a objectes o accessoris amb certa edat, que no es poden catalogar encara com antiguitats, i que, com els bons vins, es considera que s'han millorat o s'han revaloritzat amb el pas del temps. Tradicionalment aquest concepte s'ha conegut com a retro, forma presa del francès rétro. S'utilitza per designar entre d'altres instruments musicals, automòbils, llibres, fotografies, peces o accessoris de roba, sèries televisives, videoconsoles, telèfons mobils i videojocs.
El mot vintage prové de l'anglès, derivat al seu torn del francès vendange després de l'alteració semàntica, gràfica i de pronunciació. Designa a l'origen un vi de porto (i més tard també el xampany) amb indicació de l'anyada de la collita. La utilització d'aquesta paraula per referir-se als vins de les millors collites ha fet que al món anglosaxó el seu significat s'ha amplificat a qualsevol producte que pels anys s'ha millorat. També s'utilitza com eufemisme de màrqueting, per a revalorar la imatge de roba i botigues de segona mà. Sovint només és un sinónim a l'aguait de mots equivalents com antic, passat de moda, vetust, clàssic, remot o vell. 
L'edat necessari per diferenciar un objecte antic d'un objecte vintage és força subjectiu. Generalment cal uns vint a vint i cinc anys, tot i que, en objectes amb obsolescència ràpida com jocs electrònics o telèfons mobils en calen menys per parlar de vintage. Excepte per a l'anyada de ví, la paraula no té cap definició «legal». Com que la roba rarament porta data, alguns elements que poden ajudar per datar una peça es basen en la data de certs descobriments o pràctiques comercials. Per exemple, les etiquetes amb instruccions de rentat o els tancaments de plàstic només van aparèixer als anys 1960, l'ús de niló, que es va descobrir en 1935, però no va arribar a Europa sinó una dècada més tard.

## Un moviment d'estil
L'auge de l'estètica vintage s'ha vist augmentat per icones de la moda com Dita von Teese que vesteix gairebé exclusivament amb peces de segona mà, a més de pentinar-se i maquillar-se segons l'època corresponent. Tal és el valor actual del vintage, que les cases de moda estan recorrent a aquesta estètica en les seves noves col·leccions. Altres adopten la moda vintage com una opció ecològica que refusa els canvis ràpids poc sostenibles de la moda vestimentària, causa de sobreexplotació de recursos i sobreproducció de deixalles.
El vintage és una manifestació de la cultura postmoderna. És producte de la pèrdua de fe en el progrés i el desencís del motor de la innovació pròpia de la modernitat. Així, en lloc de mirar al futur, es recorre amb nostàlgia a elements d'eres passades, (com a la construcció d'elements nous amb aparença retro), però mancats de significat original.
El 2014, a la ciutat de Barcelona es va organitzar per a la primera vegada un festival vintage com punt de trobada de tendències retro, englobant col·leccionistes, restauradors, dissenyadors de moda, antiquaris i qualsevol enamorat del món del passat.

## Vintage, retro o clàssic?
L'adjectiu vintage s'utilitza també incorrectament per a articles nous inspirats en modes i formes del passat, característica per la qual el Termcat reserva l'adjectiu «retro». Objectes o vestits retro imiten l'estètica d'una altra època tractant d'apel·lar a la nostàlgia, però són de fabricació recent. Objectes vintage ans al contrari són necessàriament vells, recuperats a les golfes o a un mercat de segona mà, siguin de grans dissenyadors o d'estil popular de «ca l'àvia». En el disseny o la moda, un «clàssic» del seu costat és un objecte dissenyat a una època llunyana, però que pel seu èxit continua produint-se fins avui sense gaire canvis, com ara el perfum Chanel N°5 (1921), el balancí o la cadira n°14 de Thonet (1859), la cadira de plàstica de Verner Panton (1959) o el setrill de Rafael Marquina (1961).